# Dumenza

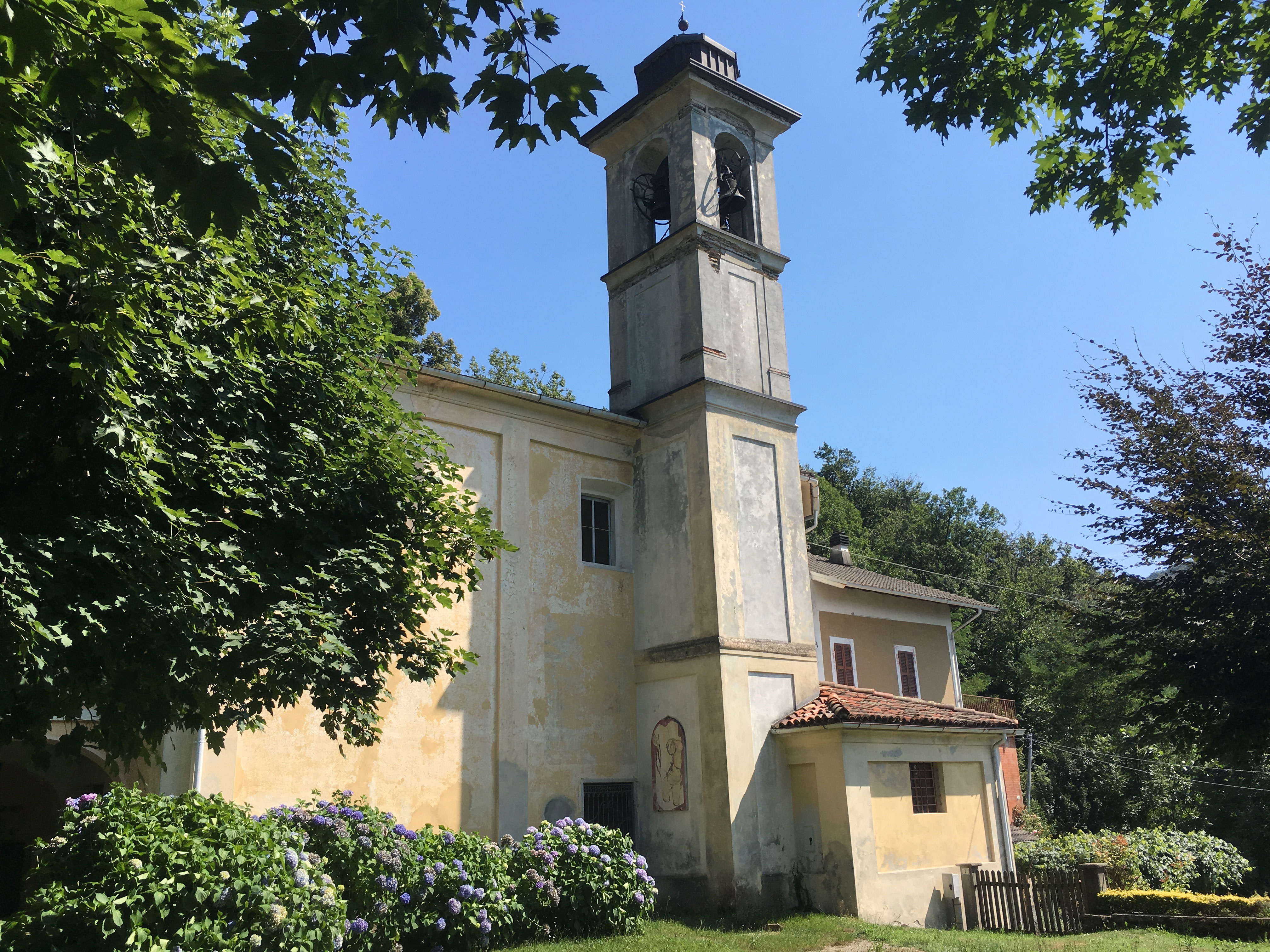
Santuario di Trezzo

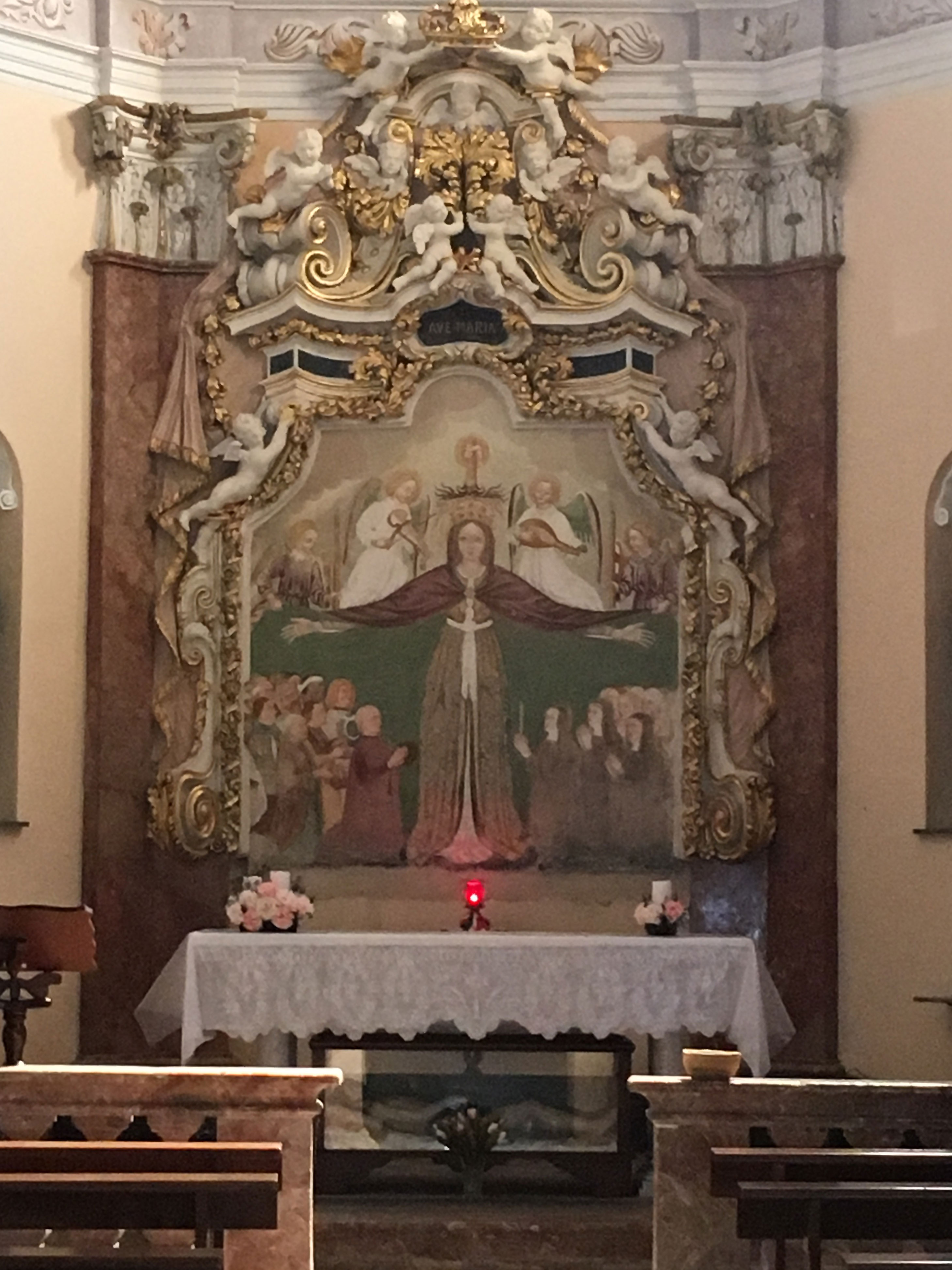
Santuario di Trezzo, Hochaltar mit Fresko

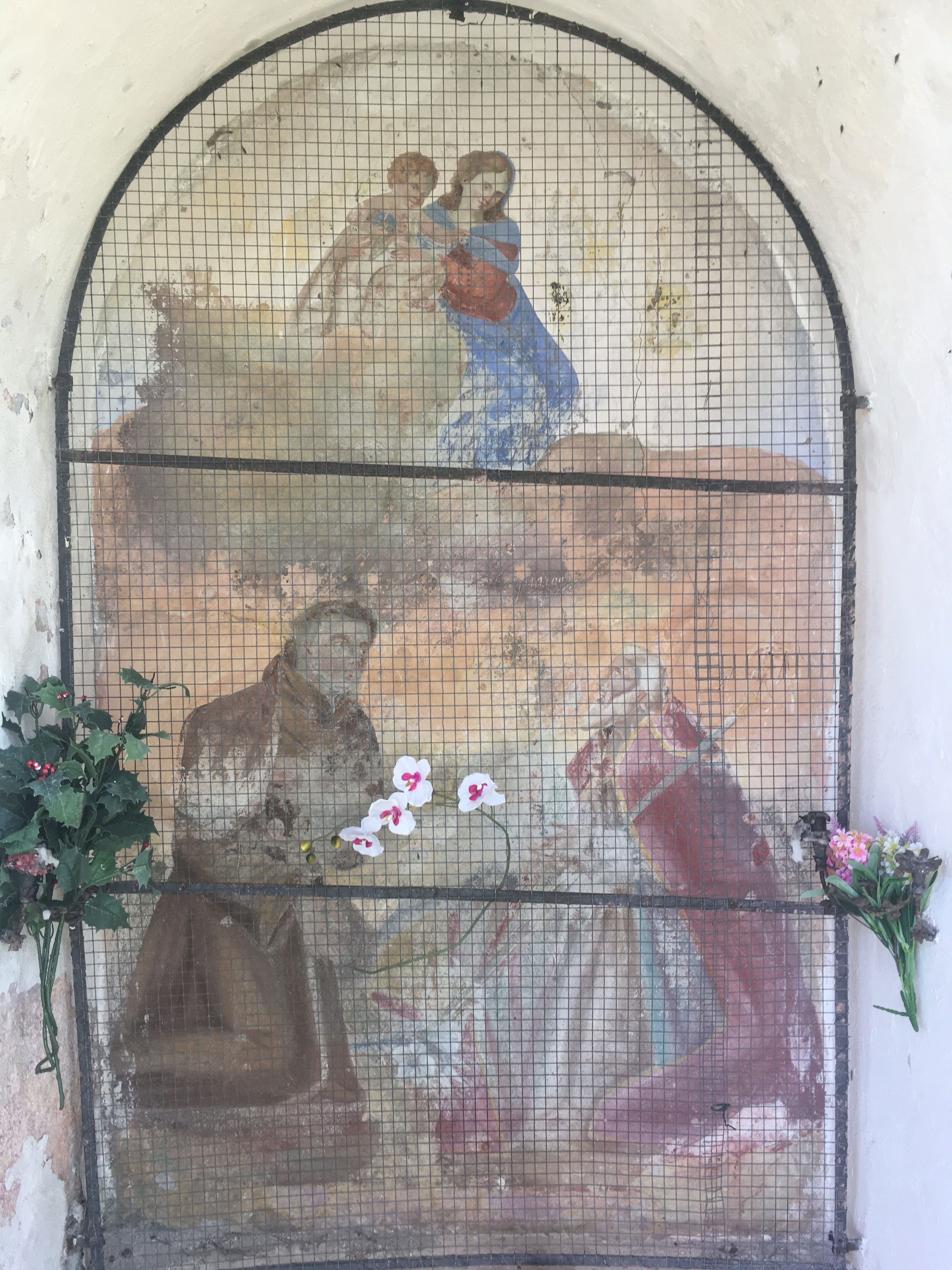
Betkapelle auf Monte Clivio, Fresko mit Madonna und Santi Grato e Francesco

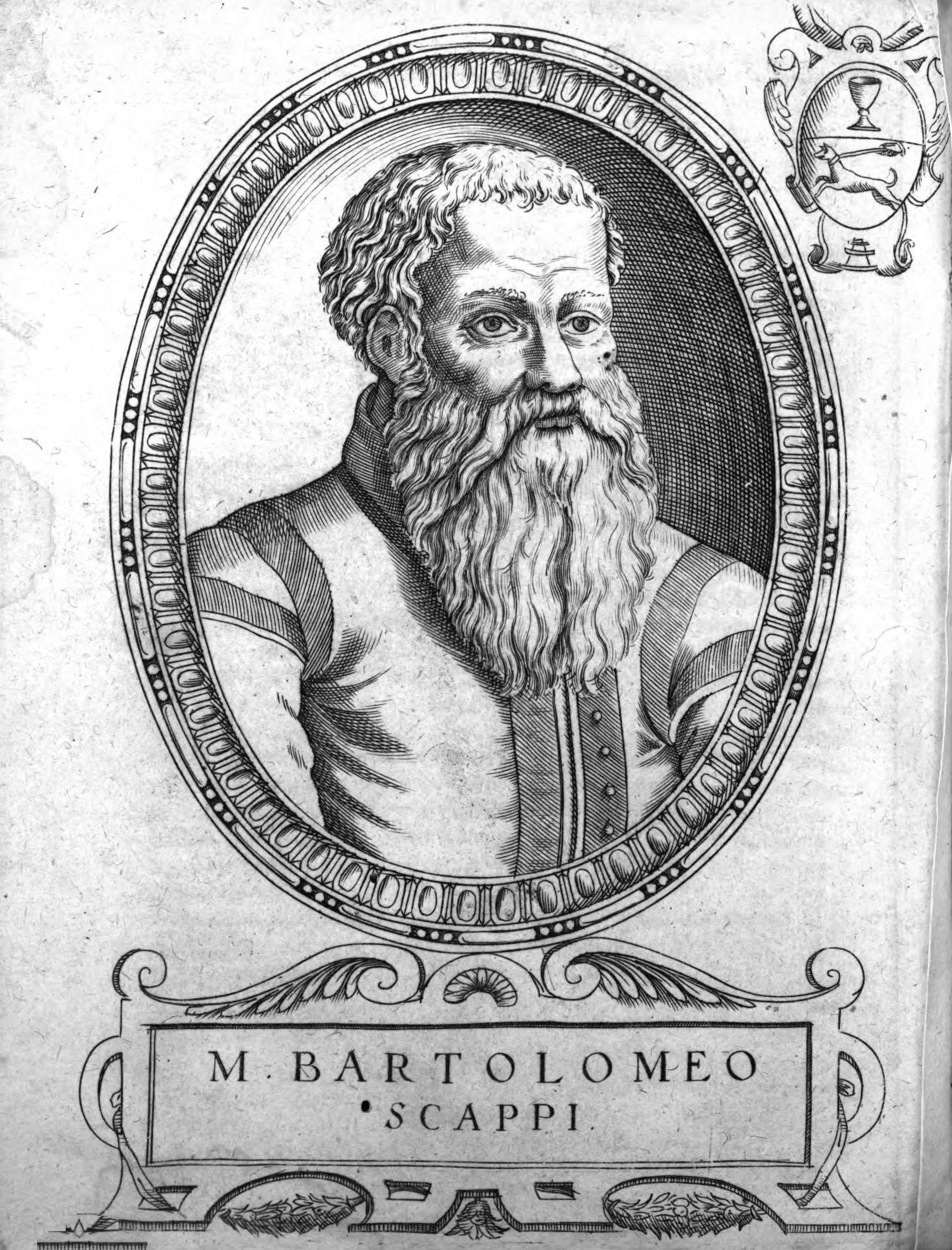
Bartolomeo Scappi

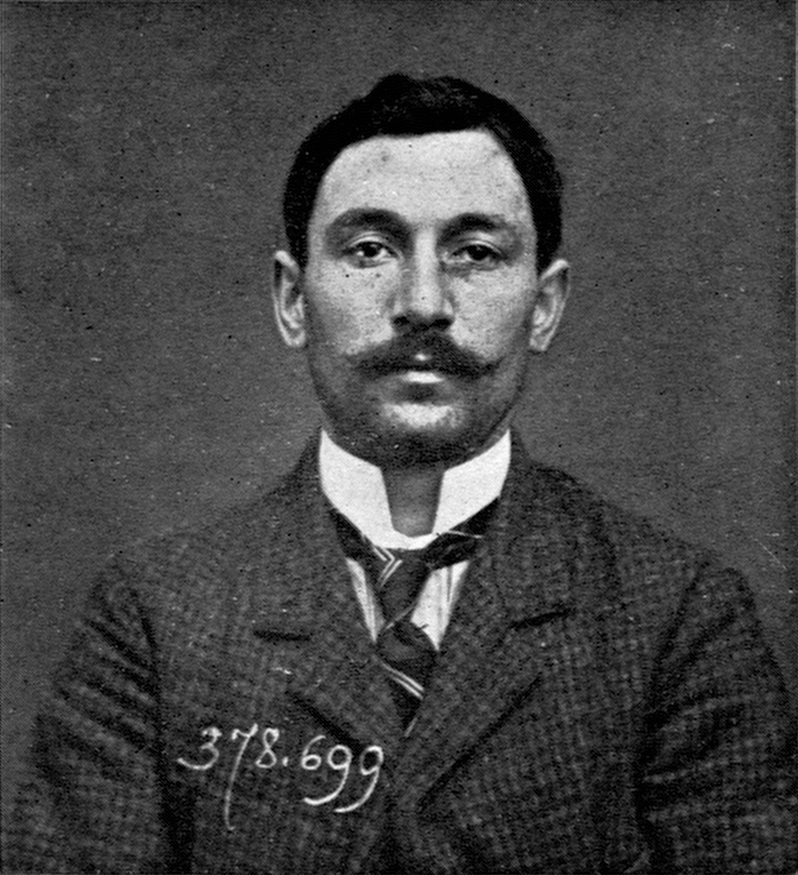
Vincenzo Peruggia

Dumenza ist eine italienische Gemeinde (comune) mit 1433 Einwohnern (Stand 31. Dezember 2023) in der Provinz Varese, Region Lombardei.

## Geographie
Die Gemeinde liegt etwa 23 Kilometer nordnordwestlich von Varese an der Grenze zum Schweizer Kanton Tessin und gehört zur Comunità montana Valli del Verbano. Die bedecket eine Fläche von 18,49 km². Zu Dumenza gehören die Fraktionen Runo, Stivigliano, Due Cossani, Trezzino, Vignone und Torbera. Der Lago Maggiore befindet sich drei Kilometer westlich von Dumenza.
Sie grenzt an folgende Gemeinden: Agra, Astano (CH-TI), Curiglia con Monteviasco, Lema (CH-TI), Luino, Maccagno con Pino e Veddasca, Monteggio (CH-TI) und Sessa (CH-TI).

## Geschichte
Dumenza wird bereits in einem Dokument aus dem 700 nach Christus erwähnt, das die Schenkung von Ländereien des Val Travaglia durch König Liutprand an das Kloster San Pietro in Ciel d’Oro in Pavia bezeugt. Dumenza, eine zum Lehen Valtravaglia gehörende Gemeinde, die mit dem Diplom von Filippo Maria Visconti vom 11. Juli 1438 dem Grafen von Locarno Franchino Rusca zugesprochen wurde, wurde 1583 Teil des Lehens der Quattro Valli, im Team des Großen Rates. Nach den Antworten auf die 45 Fragen von 1751 durch den II. Rat der Volkszählung wurde das Dorf Dumenza, das noch zum Rat der Gemeinde Valtravaglia, Herzogtum Mailand, gehörte, an Giovanni Emanuele Marliani aus dem Dorf Luino belehnt und zahlte ihm jährlich die Summe von 223 Lire und 6 Soldi, zusätzlich zu 40 Lire für die Abgabe del bolino d’osteria und 8 Lire und eine Hälfte für die Abgabe des grünen Leders.
Die Rechtspflege wurde durch das Amt von Luino gewährleistet, wo der damalige Feudalrichter Antonio Maria Bossi residierte, der zusammen mit dem Fußvolk von der Gemeinde bezahlt wurde. Das Gemeinwesen unterstand sowohl in Zivil- als auch in Strafsachen der Bank des Feudalrichters.
Die Gemeinschaft hatte die Gemeinde Runo teilweise unter ihrer Kontrolle, da verschiedene Grundstücke im Grundbuch von Dumenza eingetragen waren. Runo zahlte daher die realen und lokalen Lasten aufgrund der Umlagen, die jährlich in der Gemeinde über die Salzstara und die Gulden von estimo erhoben wurden. Die 456 Einwohner zählende Gemeinde verfügte über einen allgemeinen Rat, der auf dem öffentlichen Platz abgehalten wurde. Außerdem gab es für jedes Jahr zwei Konsuln, die jeweils sechs Monate im Amt blieben und im Wechsel zwischen den Herden ernannt wurden, sowie zwei Campari, die ebenfalls im Wechsel zwischen den Herden für jedes Jahr ernannt wurden und jeweils für die Hälfte des Territoriums zuständig waren. 
Die Konsuln waren dafür zuständig, Beschwerden in Luinos Büro einzubringen, während die campari per comendare dem Generalrat dienten. Erwähnt wird auch der Bürgermeister, der durch Versteigerung im Rat auf dem öffentlichen Platz gewählt wurde, wobei das Amt für ein Jahr an denjenigen vergeben wurde, der am wenigsten für die Gemeinschaft opferte. Der Kanzler wurde vom Generalrat mit Stimmenmehrheit gewählt. Es wurde die fähigste Person ernannt, die auf unbestimmte Zeit im Amt blieb. Die Gemeinde zahlte dem Schreiber, der im Dorf wohnte, 60 Lire pro Jahr. Zu den Aufgaben des Kanzlers gehörte es, sich um die öffentlichen Akten zu kümmern, die in einer Truhe im Kanzlerzimmer aufbewahrt wurden. Die Gemeinde hatte einen Regenten, Francesco Botta aus Luino, der in Mailand lebte. Während der napoleonischen Regierung annektierte die Gemeinde zum ersten Mal Runo. Der erste Gemeinderat wurde im Jahr 1821 gewählt.
Nach dem vorübergehenden Zusammenschluss der lombardischen Provinzen mit dem Königreich Sardinien wurde die Gemeinde Dumenza mit 598 Einwohnern, die von einem 15-köpfigen Gemeinderat und einem 2-köpfigen Stadtrat verwaltet wird, auf der Grundlage der durch das Gesetz vom 23. Oktober 1859 festgelegten Gebietsaufteilung in den Bezirk IV von Maccagno, Bezirk II von Varese, Provinz Como eingegliedert. Bei der Gründung des Königreichs Italien im Jahr 1861 hatte die Gemeinde 663 Einwohner (Volkszählung 1861). Nach dem Gemeindegesetz von 1865 wurde die Gemeinde von einem Bürgermeister, einer Junta und einem Rat verwaltet. Im Jahr 1867 wurde die Gemeinde in den Bezirk Maccagno Superiore, Bezirk Varese und Provinz Como eingegliedert (Verwaltungsbezirk 1867). Im Jahr 1924 wurde die Gemeinde in den Bezirk Varese der Provinz Como eingegliedert. Nach der Gemeindereform von 1926 wurde die Gemeinde von einem Podestà verwaltet. Im Jahr 1927 wurde die Gemeinde der Provinz Varese zugeschlagen. Im Jahr 1928 wurden die aufgelösten Gemeinden Due Cossani und Runo zur Gemeinde Dumenza zusammengefasst (Königlicher Erlass Nr. 880 vom 29. März 1928). Nach der Gemeindereform von 1946 wurde die Gemeinde Dumenza von einem Bürgermeister, einer Junta und einem Rat verwaltet. Im Jahr 1971 hatte die Gemeinde Dumenza eine Fläche von 1.849 Hektar.

## Bevölkerung
| Bevölkerungsentwicklung | Bevölkerungsentwicklung | Bevölkerungsentwicklung | Bevölkerungsentwicklung | Bevölkerungsentwicklung | Bevölkerungsentwicklung | Bevölkerungsentwicklung | Bevölkerungsentwicklung | Bevölkerungsentwicklung | Bevölkerungsentwicklung | Bevölkerungsentwicklung | Bevölkerungsentwicklung | Bevölkerungsentwicklung | Bevölkerungsentwicklung |
| ----------------------- | ----------------------- | ----------------------- | ----------------------- | ----------------------- | ----------------------- | ----------------------- | ----------------------- | ----------------------- | ----------------------- | ----------------------- | ----------------------- | ----------------------- | ----------------------- |
| Jahr                    | 1751                    | 1805                    | 1853                    | 1861                    | 1881                    | 1901                    | 1921                    | 1936                    | 1961                    | 1991                    | 2001                    | 2011                    | 2021                    |
| Einwohner               | 456                     | 1027                    | 619                     | 1331                    | 1450                    | 1492                    | 1561                    | 1376                    | 1201                    | 1267                    | 1325                    | 1433                    | 1469                    |

## Sehenswürdigkeiten
- Kirche San Nazario.
- Kirche Madonna Immacolata (ehemaliges Institut der Ursulinen).

Der historische Stadtkern von Dumenza zeichnet sich durch ländliche Häuser mit großem Sonnenbalkon aus.

### Runo
Hier liegt die Pfarrkirche San Giorgio und der Friedhof. Der Glockenturm der Pfarrkirche San Giorgio in Runo scheint in der Zeit vor dem Jahr 1000, während der verschiedenen Barbareneinfälle, eine militärische Rolle gespielt zu haben: Die Straße von Varese nach Luino und dann nach Dumenza war die einzige, die nach Bellinzona führte, da es keine Uferstraße gab (damals reichte der Lago Maggiore bis Bellinzona). Wahrscheinlich war er Teil eines Systems von Türmen entlang dieser Täler, von dem nur der von Runo erhalten ist. Seit dem 16. Jahrhundert stand es unter der Herrschaft der reichen und mächtigen Familie Moriggia.

### Stivigliano
Stivigliano hat eine mittelalterliche Struktur, mit engen Gassen und Häusern, aneinander gelehnt. Es gibt einen alten Turm, ehemals für militärische Zwecke genutzt.

### Trezzino
Im Osten des Ortsteils Trezzino befindet sich erhöht auf 568 m s.l.m. die Marienwallfahrtskirche Santuario di Trezzo. Von ihr aus führen Wanderwege auf den südöstlich von Dumenza gelegenen Aussichtshügel Monte Clivio (739 m s.l.m.) sowie zum Badesee Laghetto in der Schweizer Nachbargemeinde Astano.

## Persönlichkeiten

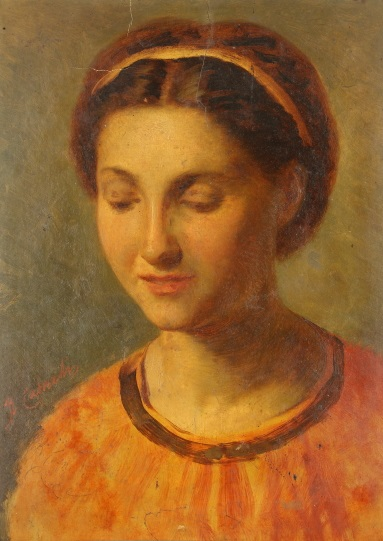
Raffaele Casnedi: Porträt einer jungen Frau

- Bernardino Luini (≈1481–1532), Maler
- Bartolomeo Scappi (≈1500–1577), Koch
- Carlo Terugio (* um 1620 in Dumenza; † nach 1654 ebenda), Stuckateur in der Pfarrkirche San Martino von Olivone (1654)[3]
- Vincenzo Peruggia (1881–1925), Maler und Dekorateur; Diebstahl von Leonardo da Vincis Gemälde der Mona Lisa im Louvre
- Raffaele Casnedi (* 26. September 1822 in Dumenza; † 29. Dezember 1892 in Mailand), Maler[4][5][6]